# Arianna Ciampoli
Arianna Ciampoli (Pescara, 6 maggio 1971) è una conduttrice televisiva, conduttrice radiofonica e autrice televisiva italiana.

## Biografia

### Gli esordi a Telemontecarlo e la tv dei ragazzi in Rai
Nella metà degli anni ottanta, appena quindicenne, inizia a lavorare per tv e radio private della sua città di nascita, Pescara. Esperienza che prosegue per quasi sei anni. Nell'autunno del 1992, trasferitasi a Roma, debutta in tv nella trasmissione TV Donna, contenitore pomeridiano condotto da Carla Urban su Telemontecarlo, dove rimane sino al mese di dicembre. Nella primavera del 1993, sempre su Telemontecarlo, prende parte a Tappeto volante di Luciano Rispoli (allora un grande contenitore in onda dalle 12 alle 18 circa) curando uno spazio dedicato ai bambini, che dall'autunno dello stesso anno diventa un programma autonomo dal titolo Sorrisi e Cartoni. A gennaio del 1994 passa in Rai, dove ottiene la conduzione del programma del sabato e domenica mattina di Rai 1 La Banda dello Zecchino e dello spin off Aspetta la Banda; conduzione che verrà confermata anche per l'estate del 1994 e per l'intera stagione 1994/1995. Successivamente affianca Mario Cobellini nella conduzione della rubrica Vivere il Mare, in onda su Rai3. Il 9 settembre 1995, nell'ambito della manifestazione religiosa "EurHope" svoltasi a Loreto, conduce, in coppia con Massimo Giletti, la diretta su Rai 1 dell'incontro di papa Giovanni Paolo II con decine di migliaia di giovani europei giunti in pellegrinaggio nella città. Il giorno di Natale del 1995 è la conduttrice di Buon Natale a tutto il mondo, mentre nel 1996 è la padrona di casa del Concerto di Primavera, entrambi in onda su Rai 1. Nel 1996 sul canale Junior Tv è la padrona di casa della finale del concorso Bambini d'Italia, ribalta per piccoli artisti dai 4 ai 12 anni in onda da Alassio, mentre nel 1997 sul canale satellitare Rai Sat conduce il programma Glu Glu, anch'esso destinato al pubblico dei più giovani.

### A sua immagine,Solleticoe il passaggio a La7
Da domenica 30 novembre e per tutta la stagione 1997/1998 conduce la prima edizione di A Sua immagine, il nuovo settimanale di informazione religiosa cristiana di Rai 1, realizzato in collaborazione con la Conferenza Episcopale Italiana. Esperienza che ripete nella stagione 1998/1999, curando anche gli speciali in occasione della Pasqua, Natale e della Beatificazione di Padre Pio (avvenuta il 2 maggio 1999). Nell'autunno del 1999 conduce su Rai 3 Imparare la Tv, un programma realizzato in collaborazione con Rai Educational in onda dal lunedì al venerdì alle 8.35, il cui obbiettivo è quello di cercare di sviluppare un modo critico e consapevole di guardare la tv. Nello stesso anno torna su Rai 1, dove conduce l'edizione 1999/2000 del programma per ragazzi Solletico, insieme a Michele La Ginestra e Mauro Serio. Il pomeriggio del 31 dicembre 1999 prende cura alcuni spazi all'interno del lungo speciale Millennium - La notte del 2000 in onda su Rai 1, mentre nel giugno 2000, sempre sul primo canale della tv di Stato è la padrona di casa del contenitore Solletico Story. Nell'estate del 2001 passa alla neonata LA7 all'interno del contenitore di giochi telefonici Call Game.

### Il ritorno in Rai conLa vita in diretta
Dal luglio al settembre del 2001 conduce su Rai 3, insieme a Mauro Marino e con la regia di Stefano Gigli, le 10 puntate del Girofestival, manifestazione musicale che si svolge nell'Anfiteatro romano Fausto di Terni. Dal 2002 al 2006 collabora con il programma pomeridiano di Rai1 La vita in diretta, condotto da Michele Cucuzza, dove ricopre il ruolo di inviata e, nella stagione 2005/2006, quello di conduttrice in studio dello spazio legato alla Lotteria Italia (settembre-gennaio) e del gioco Gossip Quiz (gennaio-maggio). A dicembre del 2002 è inoltre inviata da Padova per la maratona benefica del Telethon, mentre nel luglio del 2003 conduce su Rai 3 Tutti a bordo! - La festa della tv dei ragazzi, uno speciale realizzato in occasione di Agorà 2003 - Summit Internazionale su Media e Minori, che vede riuniti al Teatro dell'Antoniano di Bologna tutti volti delle principali trasmissioni Rai dedicate al pubblico più giovane.

### Il debutto su Sat 2000,Cominciamo bene estatee il Telethon
A partire dal novembre 2005 su Sat 2000, l'emittente satellitare di proprietà della Conferenza episcopale italiana, conduce 1 x 1, talk show pomeridiano, trasmesso in diretta dalle ore 15:15 alle ore 16:45, dedicato a un pubblico adolescente, a cui partecipano come ospiti a ogni puntata degli studenti delle classi superiori. Prosegue nella conduzione del programma per 4 edizioni sino alla stagione 2008/2009. Il 6 gennaio 2006 cura il collegamento della trasmissione Ballando con le stelle con la sede dei Monopoli di stato per l'estrazione dei biglietti vincenti della Lotteria Italia (a cui il programma era abbinato). Nell'estate del 2006 affianca Michele Mirabella nella conduzione di Cominciamo bene estate, talk show in onda ogni mattina dal lunedì al venerdì su Rai 3 per tutto il periodo estivo; esperienza che ripete per 7 edizioni sino al 2012 (le ultime due edizioni intitolate semplicemente Cominciamo Bene, vedono l'arrivo alla conduzione di Giovanni Anversa in sostituzione di Mirabella). Il 26 dicembre 2006, dal Teatro Ariston di Sanremo conduce in terza serata su Rai 1 lo speciale Jubilmusic 2006 – Cantare la speranza, una serata in cui artisti di tutto il mondo raccontano in musica i valori di pace e fratellanza. Dal 2008 diventa una delle conduttrici principali della maratona Telethon, prendendovi parte anche negli anni successivi. Nell'estate del 2009 affianca Franco Di Mare nella conduzione della XIV edizione del Premio Cimitile, in onda su Rai 2. Dal 26 ottobre dello stesso anno su TV2000 conduce, al fianco del giornalista Antonio Soviero, Formato famiglia, un talk show dedicato alle tematiche familiari in onda dal lunedì al venerdì alle 11.45. Rimane alla guida della trasmissione per due edizioni, sino al 2011. A dicembre 2009, in occasione dell'inaugurazione dell'Auditorium Antonianum di Roma, conduce su Rai 1 insieme a Marco Liorni, Francesco, il frate piccolino, speciale dedicato a San Francesco. Dal 24 luglio 2010 su Radio 1, presenta insieme a Laura Freddi e Georgia Luzi No Comment, un'intervista a tre voci a un personaggio dello spettacolo in onda ogni sabato dalle 12.35 alle 14.00. Il programma torna nel febbraio 2011 con degli speciali dal titolo Sanremo? No comment, e da aprile a giugno dello stesso anno in versione quotidiana dal martedì al venerdì dalle 14.45 alle 15.30. Sempre su Radio 1 Rai conduce dal 18 luglio al 9 settembre 2011, insieme a Roberto Zampa, Un'estate fa, che propone, rileggendole, le notizie e le canzoni che hanno caratterizzato l'estate 2010. Nell'autunno del 2011, dopo l'esperienza di Formato famiglia, torna al fianco di Antonio Soviero su TV2000 per condurre il programma Romanzo familiare, esperienza che dura per l'intero biennio 2011-2013.

### Fiction Magazine e i nuovi impegni in Rai e Tv2000
Dal 15 gennaio 2012 al 27 dicembre 2013 conduce per tre edizioni su Rai Premium la trasmissione Fiction Magazine, dedicata interamente al mondo delle fiction. Nell'estate del 2012 torna in radio per condurre su Radio 1 Rai Last Minute. Dal 19 gennaio 2013 presenta su LA7 il talk show a sfondo sociale Tutta la vita davanti, che a causa dei bassi ascolti viene spostato dalla terza puntata su La7d. Sempre nel 2013 conduce la puntata pilota de Lo scantinato, uno spazio musicale che racconta gli esordi e i primi passi nel panorama musicale indipendente di alcuni cantanti e musicisti italiani. Il programma, prodotto da Officine Sonore Network, non troverà però uno sbocco televisivo. Dal 14 marzo 2014 per TV2000 è la padrona di casa del programma musicale La canzone di noi - La gara. Nella stagione 2014/2015 conduce su TV2000 il talk show Revolution. Da giugno a settembre 2015 torna su Rai 1 per presentare la rubrica di cucina Mezzogiorno italiano, programma legato all'Expo di Milano.
Dall'11 gennaio 2016 è la padrona di casa del talk show Revolution - Pregate per me su TV2000, mentre per tutta l'estate del 2016 è la conduttrice della prima parte del programma estivo di Rai 1 Estate in diretta. Dal 30 gennaio 2017 torna a TV2000, dove conduce il talk-show pomeridiano Ci vediamo da Arianna e, a primavera dello stesso anno, firma come autrice il game show Il programma del secolo, condotto da Michele La Ginestra. Entrambe le esperienze la vedranno protagonista anche nella stagione 2017-18. Nelle estati del 2017 e 2018 è inoltre una delle conduttrici della trasmissione quotidiana di Rai 1 Quelle brave ragazze..., in onda dal lunedì al venerdì dalle 10.00 alle 11.00. Nella primavera del 2019 conduce al fianco di Michele La Ginestra la trasmissione Questa è vita! in prima serata su TV2000.

### I nuovi impegni e il lavoro di autrice
Il 4 ottobre 2019 è la padrona di casa del Women for Women against violence - Premio Camomilla, un evento che unisce due grandi temi del mondo femminile, la violenza di genere e quella del tumore al seno, realizzato presso il Lifestyle Hotel di Roma e proposto da Rai2 in terza serata il 20 agosto 2020. Il 22 febbraio 2020, in diretta dal Teatro Petruzzelli di Bari, su TV2000 conduce insieme a Paola Saluzzi e Michele La Ginestra la lunga maratona-evento Sulla stessa barca, nata con lo scopo di abbattere i luoghi comuni e i pregiudizi e poter così costruire ponti di amicizia e solidarietà tra i vari popoli. Il 24 giugno, in diretta su Rai Premium conduce La Notte di San Giovanni, una serata evento nella quale per la prima volta le città di Torino, Genova e Firenze, unite dallo stesso Santo Protettore, condividono i festeggiamenti del patrono in un'unica grande piazza virtuale. Il 2 ottobre dello stesso anno, in diretta dal Teatro Ghione di Roma e in contemporanea su RaiPlay, coordina insieme a Roberta Blasi e Caterina Raspanti gli interventi degli ospiti della manifestazione Disability Pride 2020. Sempre a ottobre 2020 è una dei testimonial della Uildm, l'Unione italiana lotta alla distrofia muscolare con il progetto solidale Un caffè con... in streaming su Facebook. A dicembre firma come autrice insieme ad Alessandro Sortino il programma di RaiPlay Tu non sai chi sono io. A gennaio 2021 è la padrona di casa del Concerto dell'Epifania, in onda in terza serata su Rai1, esperienza che ripete anche nei tre anni successivi. Dal 13 gennaio dello stesso anno firma come autrice il programma I Magnifici Sette, condotto da Michele La Ginestra su TV2000.  Nell'estate dello stesso anno è autrice della trasmissione di Rai1 Dedicato, condotta da Serena Autieri, ruolo che ricopre anche nell'edizione settimanale in onda al sabato pomeriggio nella stagione 2021/2022. Giovedì 25 novembre 2021 è la padrona di casa al pomeriggio su Rai2 di Women for Women against Violence – Camomilla Award, evento dedicato alla lotta contro la violenza sulle donne registrato al'Auditorium Parco della Musica di Roma a marzo dello stesso anno. Dal 4 giugno 2022 torna al timone per tutta l'estate ogni sabato pomeriggio su TV2000 del programma Ci vediamo da Arianna. Lo stesso giorno conduce su Rai2 il Women for Women against Violence – Camomilla Award. A dicembre 2022 è per il 15º anno consecutivo uno dei volti della maratona Telethon in onda sulle reti Rai. Il 6 gennaio 2023 conduce per il terzo anno in terza serata su Rai1 il Concerto dell'Epifania.
Nella stagione 2023-2024 debutta ai microfoni di Radio Rai Kids con il programma Buongiorno Radio Kids, in onda al mattino dalle 7.30 alle 8.30, e di Radio Cusano Campus, conducendo da lunedì al venerdì, dalle 16.00 alle 18.00, il programma That's Amore con Annalisa Colavito e in seguito Manuel Bartolini. Venerdì 13 ottobre alle 16.00 su Rai 3 accompagna gli spettatori in un viaggio da Cerveteri e dalla Necropoli della Banditaccia, patrimonio mondiale Unesco, nel documentario Etruria nel Terzo Millennio, prodotto da Vici World Lux in collaborazione con Rai Documentari e diretto da Alessio Pascucci. Venerdì 24 novembre è la padrona di casa di Women for Women against Violence – Camomilla Award, registrato presso l'Auditorium del Massimo di Roma nel mese di settembre e trasmesso in seconda serata da Rai 3. A dicembre 2023 è confermata tra i conduttori della maratona Telethon in onda sulle reti Rai, mentre il 6 gennaio 2024 conduce per il quarto anno in terza serata su Rai1 il Concerto dell'Epifania. A febbraio 2024, nella settimana del Festival di Sanremo conduce su Radio Cusano Campus il programma pomeridiano Cusano chiama Sanremo, un appuntamento interamente dedicato alla kermesse canora. Nell'estate dello stesso anno é inviata dai mercati  Coldiretti per Unomattina estate su Rai 1.
Nella stagione 2024-2025 riprende l'impegno al mattino ai microfoni di Radio Rai Kids con Buongiorno Radio Kids ed è alla guida di La Ricetta della lunga vita - Un viaggio nella dieta mediterranea, uno speciale di Rai Documentari diretto dal regista e marito Alessio Pascucci, in onda alle 16.30 di venerdì 25 ottobre su Rai 3. Il 6 dicembre in prima serata su San Marino Rtv conduce la quarta edizione del Christmas Contest. Dal 14 al 22 dicembre è inoltre confermata per il diciassettesimo anno consecutivo alla conduzione della maratona Rai Telethon. La sera della vigilia di Natale, alle 23.25 su Rai 1, è la padrona di casa della ventesima edizione dell'evento Nella memoria di Giovanni Paolo II. Lunedì 6 gennaio, in terza serata su Rai 1, conduce per il quinto anno consecutivo il Concerto dell'Epifania. Venerdì 11 gennaio conduce in terza serata su Rai 1 l'evento Women for Women against Violence - Camomilla Award. Venerdì 4 aprile conduce insieme a Marco DI Buono l'evento Il Cantico - Un abbraccio universale, un evento ideato e promosso dalla Direzione Generale dell'Ufficio Scolastico Regionale per il Lazio che unisce educazione, ambiente e inclusione, ispirato al Cantico delle Creature di San Francesco. Nell'estate dello stesso anno prende parte al programma Unomattina estate come inviata dai mercati della Coldiretti.

## Vita privata
Il 1º agosto 2014 ha sposato Alessio Pascucci, sindaco di Cerveteri dal 2012 al 2022, di undici anni più giovane. Nel 2005 ha avuto una bambina dal precedente compagno Andrea.

## Televisione

### Conduttrice
- È la fine del mondo! (TAR - Tele Abruzzo Regionale, 1986-1988)
- TV Donna (Telemontecarlo, 1992)
- Tappeto volante (Telemontecarlo, 1993)
- Sorrisi e cartoni (Telemontecarlo, 1993-1994)
- La banda dello Zecchino (Rai 1, 1994-1995)
- Aspetta la Banda! (Rai 1, 1994-1995)
- Buon Natale a tutto il mondo (Rai 1, 1995)
- EurHope (Rai 1, 1995)
- Vivere il Mare (Rai 3, 1996)
- Concerto di Primavera (Rai 1, 1996)
- Bambini d'Italia (Junior Tv, 1996)
- Glu glu (Rai Sat, 1997)
- A Sua immagine (Rai 1, 1997-1999)
- A Sua immagine - Speciale Beatificazione Padre Pio (Rai 1, 2 maggio 1999)
- Imparare la tv (Rai 3, 1999)
- Solletico (Rai 1, 1999-2000)
- Millennium - La notte del 2000 (Rai 1, 1999)
- Solletico Story (Rai 1, 2000)
- Girofestival (Rai 3, 2001)
- Call Game (LA7, 2001-2002)
- La vita in diretta (Rai 1, 2002-2007) inviata e conduttrice spazio Lotteria Italia e gioco Gossip Quiz
- Telethon (Rai 1, Rai 2, Rai 3, 2002, dal 2008)
- Tutti a bordo! - La festa della tv dei ragazzi (Rai 3, 2003)
- 1 x 1 (SAT2000, 2005-2009)
- Ballando con le stelle (Rai 1, 6 gennaio 2006) inviata dai Monopoli di Stato
- Cominciamo bene Estate (Rai 3, 2006-2010)
- Jubilmusic 2006 – Cantare la speranza (Rai 1, 2006)
- Gran Galà Giochi del Mediterraneo (Rai 1, 2009)
- Premio Cimitile (Rai 2, 2009)
- Formato famiglia (TV2000, 2009-2011)
- Vola vola 2010 (Rete8, 2009-2010)
- Francesco - Il frate piccolino (Rai 1, 2009)
- Renault International Roller Cup (Rai Sport, 2010)
- Cominciamo bene (Rai 3, 2011-2012)
- Romanzo familiare (TV2000, 2011-2013)
- Fiction Magazine (Rai Premium, 2012-2013)
- Tutta la vita davanti (LA7, LA7d, 2013)
- 10 piazze per 10 comandamenti (TV2000, 2013)
- La canzone di noi - La gara (TV2000, 2014)
- Revolution (TV2000, 2014-2015)
- Mezzogiorno italiano (Rai 1, 2015)
- Beati voi che restate umani (TV2000, 2015)
- Revolution - Pregate per me (TV2000, 2016)
- I dialoghi di vita buona (TV2000, 2016)
- Estate in diretta (Rai 1, 2016)
- Tutti al concerto, nessuno escluso (TV2000, 2016)
- Millennials (TV2000, 2016)
- Cibo per tutti - Speciale La vita in diretta (Rai 1, 2016)
- Ci vediamo da Arianna (TV2000, 2017-2018, 2022)
- Quelle brave ragazze... (Rai 1, 2017-2018)
- Questa è Vita! (TV2000, 2019, 2021)
- Sulla stessa barca (TV2000, 2020)
- La notte di San Giovanni (Rai Premium, 2020)
- Mediterraneo, frontiera di pace (TV2000, 2020)
- Women for Women Against Violence - Premio Camomilla (Rai 2, 2020-2022 Rai 3, 2023 Rai 1, 2025)
- Concerto dell'Epifania (Rai 1, dal 2021)
- Etruria nel Terzo Millennio (Rai 3, 2023)
- Unomattina estate (Rai 1, 2024-2025) inviata
- La Ricetta della lunga vita - Un viaggio nella dieta mediterranea (Rai 3, 2024)
- Christmas Contest (San Marino Rtv, 2024)
- Nella memoria di Giovanni Paolo II (Rai 1, 2024)

### Autrice
- Il programma del secolo (TV2000, 2017-2018)
- Tu non sai chi sono io (RaiPlay, 2020-2021)
- I magnifici sette (TV2000, 2021)
- Dedicato (Rai 1, 2021-2022)

## Radio
- Il filo di Arianna (Radio Caesar, 1989)
- No comment (Rai Radio 1, 2010-2011)
- Sanremo No comment (Rai Radio 1, 2011)
- Un'estate fa (Rai Radio 1, 2011)
- Last minute (Rai Radio 1, 2012)
- That’s Amore (Radio Cusano Campus, dal 2023)
- Buongiorno Radio Kids (Rai Radio Kids, dal 2023)
- Cusano chiama Sanremo (Radio Cusano Campus, 2024)
- Il Cantico - Un abbraccio universale (Rai Radio Kids, 2025)

## Web TV
- Lo Scantinato (YouTube, 2013) - pilot
- Disability Pride 2020 (RaiPlay, 2020)
- Un caffè con ... (Pagina Facebook Uildm, 2020-2021)
- Cinema&Società (Pagine Social Progetto ABC Arte Bellezza Cultura 26 maggio 2021)

## Videoclip
- Una piccola bestia di razza di cane di Paolo Belli (2009)

## Eventi
- Bambini d'Italia (Parco San Rocco di Alassio, 20 giugno 1996)
- Premio Beniamino Gigli (Teatro di Recanati, 1996)
- Premio Gassman (Teatro Fenaroli di Lanciano, 2004-2007)
- X Anniversario Associazione Nessun luogo è lontano (Cinema Aquila di Roma, 7 novembre 2008)
- Gran Ballo delle Debuttanti (Reggia di Venaria Reale, 2009)
- Capodanno in piazza (Piazza delle Rinascita di Pescara, 2009-2010)
- Segno d' amore: serata di beneficenza a favore dei terremotati dell'Abruzzo e del Bambin Gesù (Teatro Sistina di Roma, 2010)
- Emilio Ravel presenta il suo romanzo "L'uomo che inventò se stesso. Vita e commedia di Giacomo Casanova" (Casa del Cinema di Villa Borghese a Roma, 2010)
- Ricostruzione - In nome del Popolo italiano (Roma, 5 novembre 2011)
- Per vincere domani (Teatro Carani di Sassuolo, 27 ottobre 2012)
- Premio Flaiano (Pescara, 2013-2014)[3][4]
- Italia in Comune - I sindaci condividono le buone pratiche del proprio territorio (Palazzo del Granarone di Cerveteri, 22 maggio 2016)[5]
- È la democrazia, bellezza - Piccolo festival sulla democrazia (Palazzo del Granarone di Cerveteri, 12 novembre 2016)
- Riapertura Cinema Moderno Cerveteri (Cerveteri, 21 settembre 2017)[6]
- Presentazione Codice Deontologico FNOPI Federazione Infermieri (Roma, 21 giugno 2019)
- Il Processo di Franz Kafka - Letture di Fabrizio Gifuni (Roma, 26 settembre 2019)[7]
- Women for Women against violence - Premio Camomilla (Lifestyle Hotel di Roma, 4 ottobre 2019 - Auditorium Parco della Musica di Roma, 19 marzo 2021 - Auditorium del Massimo di Roma, settembre 2023)
- Stati Generali - Ventennale della Rete Trapianti (Roma, 7 novembre 2019)
- Festa degli Auguri (Teatro Circus di Pescara, 6 dicembre 2019)
- L'altra cucina... per un pranzo d'amore (Carcere di Rebibbia di Roma, dicembre 2019)
- Disability Pride 2020 (Teatro Ghione di Roma, 2 ottobre 2020)
- Premio Rosaria Lopez e Donatella Colasanti 2021 (Teatro Argentina di Roma, 25 novembre 2021)
- Ovunque per il bene di tutti - Congresso FNOPI (Teatro Ambra Jovinelli di Roma, 16 dicembre 2021)
- 2º Premio Extravergine in Puglia (Teatro Apollo di Lecce, 12 marzo 2022)
- MasierAcademy 2022 (PalaSport Livio Romare di Schio, 10 maggio 2022)
- Open Day di presentazione dei Progetti Scuola ABC (Teatro Argentina di Roma, 20 maggio 2022)
- Relazionésimo 2030, il primo Expo Summit – Festival delle Relazioni (Fiera di Vicenza 15-17 luglio 2022)
- Premio Giuseppe Zilli per il giornalismo (Eremo dell’Annunziata di Fano Adriano, 6 agosto 2022)[8]
- Ti impediranno di splendere, e tu invece splendi (Auditorium della Fraternità di Pratovecchio Stia, 15 ottobre 2022)
- III Giornata del personale Sanitario (Aula Magna della Pontificia Università San Tommaso D’Aquino di Roma, 20 febbraio 2023)[9]
- Cambia il futuro. Investi sul futuro (Palazzo delle Opere Sociali di Vicenza, 30 marzo 2023)[10]
- MasierAcademy 2023 (PalaSport Livio Romare di Schio, luglio 2023)
- ASI Salerno Awards – Sostenibilità e Innovazione 2023 (Teatro Augusteo di Salerno, 29 maggio 2023)[11]
- Festival della Partecipazione (Bologna, 22-23 settembre 2023)[12]
- Notti d'Estate - Salotti d'autore (Fiumicino, luglio - agosto 2024)[13]
- Festa degli auguri (Teatro Circus di Pescara, 6 dicembre 2025)[14]
- Il cielo è di tutti (Arena di Verona, 10 maggio 2025)[15]
- CineMagia - Rassegna cnematografica (Cinema Moderno di Cerveteri, 16 maggio 2025)[16]
- Cerveteri, la città in scena (Piazza Santa Maria di Cerveteri, 6 giugno 2025)[17]

## Premi e riconoscimenti
- Arcolaio d’Argento (2008)[18]
- Premio città di Fiumicino - Contro tutte le mafie (2016)[19]
- Premio Benigno e Filomena Suffoletta (2018)[20]
- Lifestyle Show Awards per il programma di Rai 1 Quelle brave ragazze... (2019)[21]
- Premio MOIGE per la trasmissione di TV2000 Questa è Vita! (2021)[22]
- Microfono d'oro per la trasmissione Buongiorno Radio Kids (2024)[23]